# Irene da Lecce
Irene o Erina (fl. I secolo) è stata una giovanissima cristiana, martire per la fede, venerata da tutte le Chiese cristiane che ammettono il culto dei santi.
È patrona della città e della diocesi di Altamura.

## Agiografia
La figura di Irene è avvolta nella leggenda. La mancanza di fonti certe porta a una sovrapposizione della sua agiografia con quella della più famosa Irene di Tessalonica, nonché a miti di provenienza orientale come quello di Danae.
Una succinta agiografia di Irene da Lecce è presente nel Menologio di Basilio II, del X secolo: da esso risulta che Irene (o Erina) fosse figlia di un nobile leccese di nome Licinius, il quale, geloso della sua immensa bellezza, la rinchiuse all'età di sei anni in una torre sorvegliata da tredici serve. Battezzata da Timoteo, discepolo di san Paolo, si convertì al cristianesimo, e per sancire la sua conversione spaccò gli idoli pagani di suo padre; questi la fece legare su un cavallo imbizzarrito, ma miracolosamente Irene si salvò, mentre il padre morì a causa delle conseguenze di un morso ricevuto alla mano dallo stesso cavallo. La giovane cristiana ottenne con le preghiere la resurrezione del padre, che si convertì assieme a circa tremila altri pagani. Per tale motivo il governatore Ampelio la fece torturare e decapitare.
Altre agiografie, presenti nei sinassari bizantini, riportano che ella non fosse autoctona della città salentina ma che fosse nata in Persia col nome di Penelope, per poi proseguire con una narrazione simile a quella basiliana.

## Culto
Sant'Irene è stata patrona di Lecce fino al 1656, sostituita da sant'Oronzo grazie all'attribuzione della guarigione dei salentini dalla peste proprio a quest'ultimo. Il gesuita Antonio Beatillo pubblicò nel 1609 la storia della vita e del culto di sant'Irene in due volumi, che contribuì alla diffusione del culto per la Santa Vergine e Martire in tutto il Regno di Napoli, anche grazie al patronato contro il pericolo dei fulmini, a Lei attribuito.
Sant'Irene viene venerata anche come patrona della Città e della Diocesi di Altamura e patrona principale di Erchie.
È compatrona della città di Napoli dal 1719, ed il suo busto d'argento, custodito nel Museo del Tesoro di san Gennaro, è opera pregevole dell'argenteria napoletana. 
È protettrice delle parrocchie di Trentinara, Magliano Nuovo e Massicelle ed è compatrona delle parrocchie di Castellabate e Montano Antilia, tutte in provincia di Salerno ed in Diocesi di Vallo della Lucania. In tali parrocchie il culto è giunto nel XVIII secolo, seguendo l'esempio della capitale del Regno, Napoli, ed essendo poste in luoghi elevati, gli abitanti avevano bisogno di una speciale protezione dal pericolo dei fulmini.

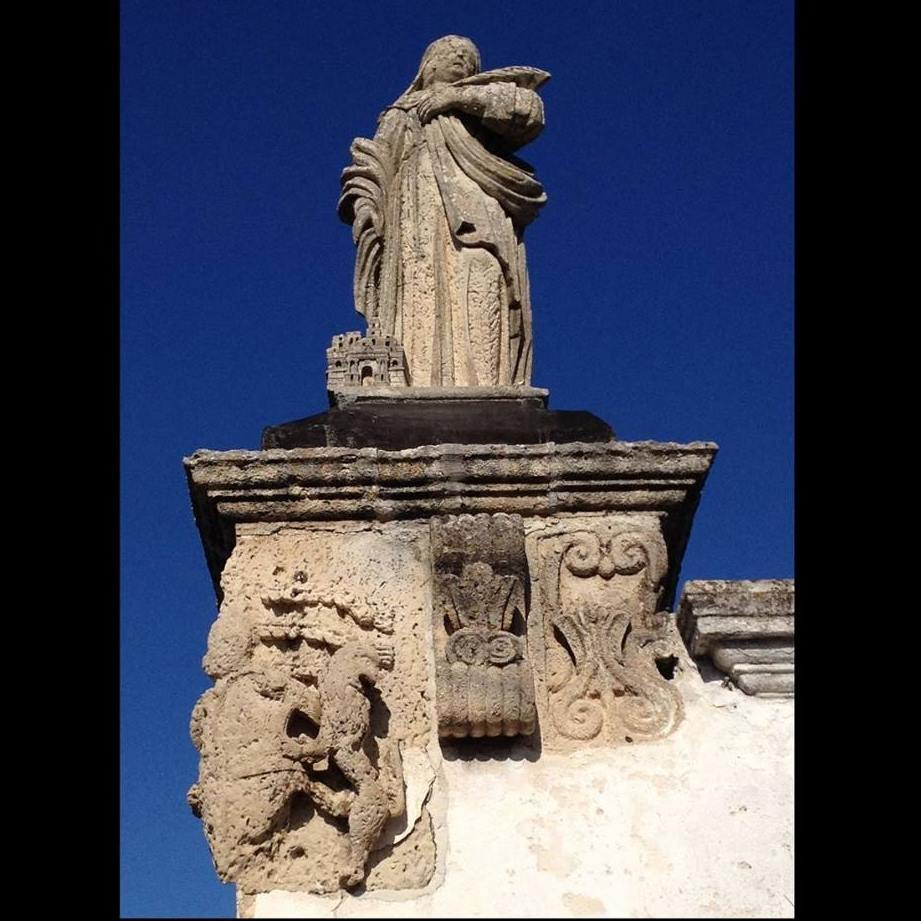
Statua posta sul Palazzo Baronale, patrona di Fragagnano.
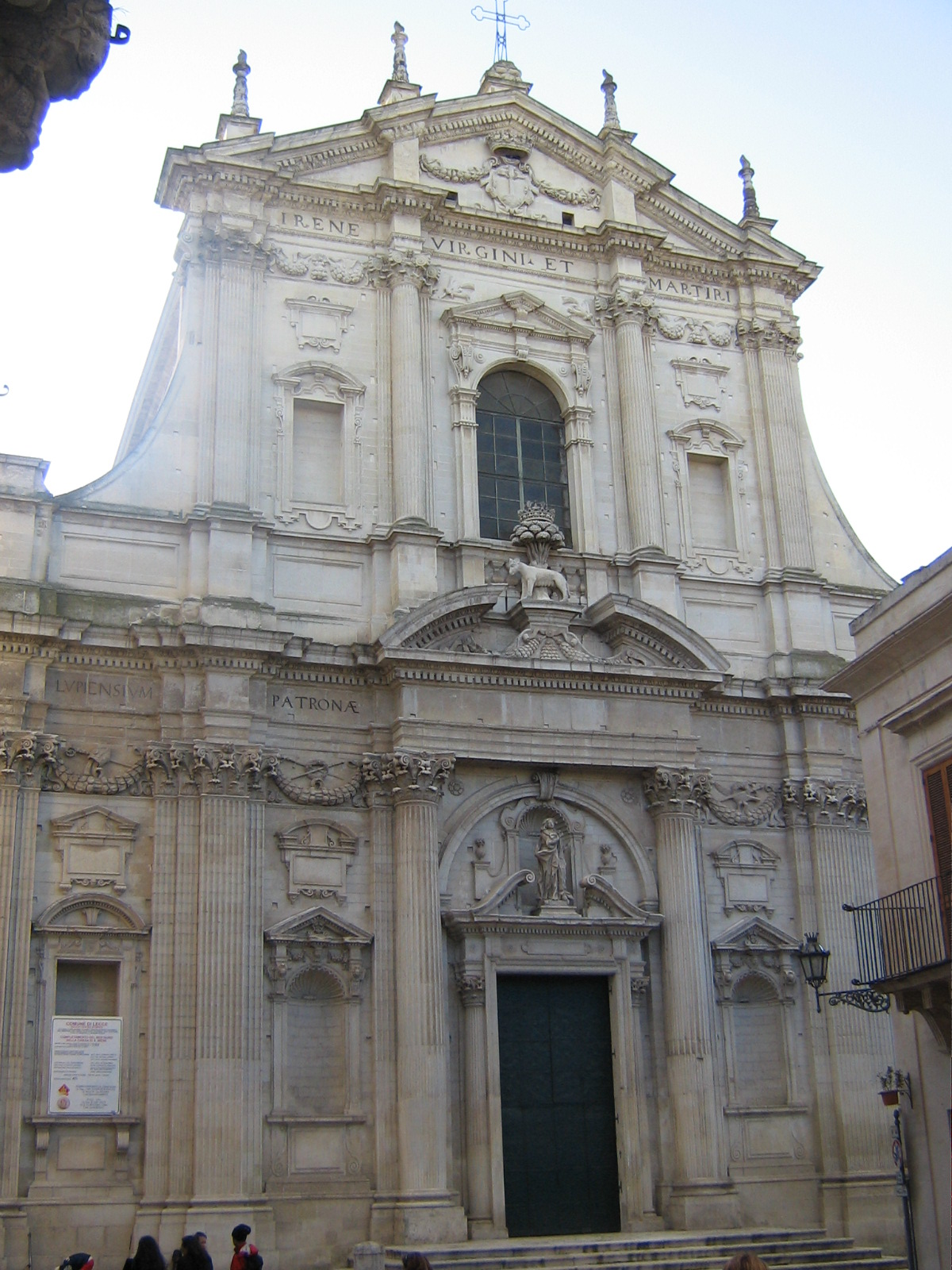
Chiesa di Sant'Irene a Lecce.